# M+M之巡迴演唱會
M+M之巡迴演唱會（英语：The M+M's Tour），是美国女歌手布兰妮·斯皮尔斯的第6个巡回演唱会，所有场次均在美国进行，每个场次都包括的6个简单的表演。2006年2月，布兰妮曾表示自己想要再次巡演。她开始秘密地在House of Blues进行排练， 并于2007年4月25日的洛杉矶 Forty Deuce夜总会进行了一场秘密演出。在2007年4月末，“The M+M's”的标语出现在了House of Blues上，媒体认出了此为布兰妮的表演，而表演的门票亦很快售罄。这次巡演是布兰妮自2004年6月以来的首次现场演出。
每场演出大约时长12–16分钟，在每场表演中布兰妮和舞者都会表演5首歌曲的缩短版，其中包括热门歌曲《爱的初告白》（...Baby One More Time）与《中你的毒》（Toxic）。每场表演会有一名男性观众获得上台的机会。布兰妮在每场演出中都为假唱。演出获得了评论的不同评价，有些评论认为布兰妮看起来很快乐，身材很好。而另一些则认为表演欠佳。有黄牛党将原本35美元的门票非法提价至200至500美元。

## 曲目列表
1. 《爱的初告白》（...Baby One More Time）
2. 《爱情奴隶》（I'm a Slave 4 U）
3. 《呼吸》（Breathe on Me）
4. 《做 就对了》（Do Somethin'）
5. 《中你的毒》（Toxic）

来源:

## 演出
| 日期          | 城市       | 国家 | 地点           | 上座率              | 门票收入 |
| ------------- | ---------- | ---- | -------------- | ------------------- | -------- |
| 2007年5月1日  | 聖地牙哥   | 美国 | House of Blues | 900 / 900           | $36,896  |
| 2007年5月2日  | 阿納海姆   | 美国 | House of Blues | 1,100 / 1,100       | $38,500  |
| 2007年5月3日  | 洛杉矶     | 美国 | House of Blues | 1,050 / 1,050       | $36,750  |
| 2007年5月6日  | 拉斯维加斯 | 美国 | House of Blues | 1,743 / 1,800       | $104,580 |
| 2007年5月19日 | 奥兰多     | 美国 | House of Blues | 2,100 / 2,100       | $73,500  |
| 2007年5月20日 | 迈阿密     | 美国 | Mansion夜总会  | 不適用              | 不適用   |
| 总计          | 总计       | 总计 | 总计           | 6,893 / 6,950 (99%) | $290,226 |